# جان كارلوس بلانكو
جان كارلوس بلانكو (بالإسبانية: Jean Carlos Blanco) (6 أبريل 1992 في كولومبيا - ) هو لاعب كرة قدم كولومبي في مركز الهجوم. لعب مع لا إكويداد ‏.

## وصلات خارجية
- جان كارلوس بلانكو على موقع الاتحاد الدولي (مؤرشف)  (الإنجليزية)
- جان كارلوس بلانكو على موقع قاعدة بيانات كرة القدم.إي يو (الإنجليزية)
- جان كارلوس بلانكو على موقع Soccerway.com (الإنجليزية)
- جان كارلوس بلانكو على موقع AS.com (الإسبانية)